# Graphium tamerlanus
Graphium tamerlanus är en fjärilsart som först beskrevs av Charles Oberthür 1876.  Graphium tamerlanus ingår i släktet Graphium och familjen riddarfjärilar. Inga underarter finns listade i Catalogue of Life.